# FC 08 Homburg
Fußball-Club 08 Homburg-Saar e.V. – niemiecki klub piłkarski, grający obecnie w Regionallidze (odpowiednik czwartej ligi), mający siedzibę w mieście Homburg, leżącym w Saarze.

## Historia
Klub został założony 15 czerwca 1908 roku pod nazwą Fussball Club Homburg. Inicjatorami tego pomysłu było siedemnastu mężczyzn podczas pobytu w pubie Hohenburg. W lutym 1913 roku zespół został przemianowany na Fussballverein Homburg i zaczął występować w lokalnych rozgrywkach ligowych. Do połowy lat 20. FC Homburg występował w drugiej lidze niemieckiej, a 27 sierpnia 1936 został rozwiązany. 5 marca 1937 powstał VfL Homburg, w skład którego zostały zawarte: Turnverein 1878 Homburg, Schwimmverein Homburg, Kraftsportverein Homburg, Boxclub Homburg, Tennis-Club Homburg oraz zlikwidowany rok wcześniej FV.
Po II wojnie światowej alianckie władze okupacyjne rozwiązały wszystkie kluby sportowe w Niemczech, w tym także klub z Homburga. Niedługo potem został założony nowy zespół pod nazwą Sportverein Homburg i w 1948 roku wywalczył on amatorskie mistrzostwo Saary. W styczniu 1949 zmieniono nazwę klubu na FC Homburg.
Saara była okupowana przez Francję, której władze usiłowały ustanowić niezależność krainy od Niemiec lub przyłączyć do Francji. W sporcie fakt ten był manifestowany podczas Igrzysk Olimpijskich 1952 oraz eliminacji do Mistrzostw Świata w 1954. Utworzono też ligę Saary, a najsilniejszy klub tego regionu 1. FC Saarbrücken występował we francuskiej drugiej lidze. Homburg natomiast występował w Saarland Ehrenliga w latach 1949–1951 pod nazwą FC Homburg-Saar. W sezonie 1951/1952 ponownie utworzono Niemiecki Związek Piłki Nożnej (DFB), Ehrenliga została zlikwidowana, a Związek Piłki Nożnej Saary dołączył do DFB.
W 1957 roku FC Homburg ponownie wywalczył mistrzostwo amatorskie Saary i awansował do 2. Liga-Südwest, a w grudniu przemianowano go na FC 08 Homburg-Saar. W 1960 zespół spadł do Amateurligi. W latach 70. Homburg dwukrotnie awansował do ćwierćfinału Pucharu Niemiec. Natomiast w pierwszej połowie lat 80. balansował pomiędzy trzecią a czwartą ligę. W drugiej połowie dekady zespół wrócił do drugiej ligi, a w 1986 po raz pierwszy w historii awansował do 1. Bundesligi. Grał tam przez dwa sezony, w 1988 spadł z niej, a potem na sezon 1989/1990 powrócił do niej. Z czasem przeżywał kolejne degradacje aż do Oberligi Südwest, w której gra do dziś.

## Sukcesy
- 2. Fußball-Bundesliga – mistrzostwo: 1986 (awans do Bundesligi)
- 2. Fußball-Bundesliga – wicemistrzostwo: 1989 (awans do Bundesligi)
- Oberliga Südwest – mistrzostwo: 1982, 1984
- Amateurliga Saarland - mistrzostwo: 1948, 1957, 1966

## Reprezentanci kraju grający w klubie
- Jimmy Hartwig
- Walter Kelsch
- Miroslav Klose
- Werner Kohlmeyer
- Rodolfo Esteban Cardoso
- Sergio Maciel
- Borce Gjurev
- Anthony Tieku
- Rewaz Arweładze
- Georgi Nemsadze
- Taifour Diane
- Sigurður Grétarsson
- Ragnar Margeirsson
- Georges Mouyeme
- Andrzej Buncol
- Aleksander Kłak
- Roman Wójcicki
- Jacques Goumai
- Thomas Dooley